# Pierwszy gabinet Gougha Whitlama
Pierwszy gabinet Gougha Whitlama – czterdziesty ósmy gabinet federalny Australii, urzędujący przez dwa tygodnie od 5 do 19 grudnia 1972 roku. Był pierwszym od 1949 gabinetem tworzonym przez Australijską Partię Pracy (ALP), a także zdecydowanie najmniejszym gabinetem w historii Australii. Liczył tylko dwie osoby, przez co często nazywany jest duumwiaratem.

## Okoliczności powstania i dymisji
2 grudnia 1972 ALP po raz pierwszy od 23 lat wygrała federalne wybory parlamentarne. Zgodnie z wewnętrznymi przepisami tej partii, osoby wchodzące w skład gabinetu miały zostać wybrane przez klub parlamentarny, a premier mógł jedynie zdecydować o rozdziale tek ministerialnych między polityków wskazanych mu przez partię. Procedura ta wymagała zebrania się klubu na pierwszym posiedzeniu w nowej kadencji, to zaś było możliwe dopiero po ogłoszeniu ostatecznych i oficjalnych wyników wyborów, zaplanowanym na ok. 15 grudnia. Przywódca ALP Gough Whitlam, który wygrał wybory pod hasłami natychmiastowych zmian w państwie, postanowił przejąć władzę niezwłocznie, nie czekając na decyzję klubu parlamentarnego. Aby to zrobić, stworzył tymczasowy gabinet, w którym wszystkie teki ministerialne rozdzielił między siebie i Lance'a Barnarda, który jako wicelider ALP miał z urzędu gwarantowane miejsce w przyszłym gabinecie. 19 grudnia duumwirat został zastąpiony przez gabinet ALP w pełnym składzie, klasyfikowany jako drugi gabinet Gougha Whitlama.

## Skład
| osoba         | zajmowane stanowiska |
| ------------- | --- |
| Gough Whitlam | premier minister spraw zagranicznych minister skarbu prokurator generalny minister cła i akcyzy minister handlu i przemysłu minister żeglugi i transportu minister edukacji i nauki minister lotnictwa cywilnego minister mieszkalnictwa minister robót publicznych minister terytoriów zewnętrznych minister środowiska, Aborygenów i sztuki |
| Lance Barnard | wicepremier minister obrony minister zaopatrzenia minister wojsk lądowych minister marynarki wojennej minister sił powietrznych minister poczty minister służb społecznych minister imigracji minister spraw wewnętrznych minister przemysłu podstawowego minister ds. repatriacji minister zdrowia minister rozwoju narodowego               |